# LuFisto

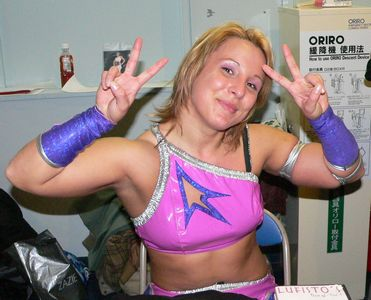
LuFisto em 2005

Geneviève (Genny) Goulet (nascida em 15 de fevereiro de 1980), mais conhecida pelo seu nome no ringue LuFisto, é uma lutadora canadense de wrestling profissional, que atualmente trabalha para a Shine Wrestling.
LuFisto se destaca como uma das principais lutadoras do circuito independente há cerca de quinze anos, tendo conquistado campeonatos de respeito como o CZW Iron Man Championship e a Sherri Memorial Cup Tournament, juntamente com El Generico.